# Chionaema quadripartita
Chionaema quadripartita là một loài bướm đêm thuộc phân họ Arctiinae, họ Erebidae.